# Agnihotra
Agnihotra (del sánscrito Agni, "fuego", y Hotra, "sagrado") es un ritual matutino y vespertino de ofrenda. Más allá del mero cumplimiento del acto, lo importante es  la comprensión de lo que con él se produce. El ritual, en realidad, ha de servir como preparación y soporte de  la contemplación.

## Doble significado del concepto
Existen dos interpretaciones del Agnihotra: una exotérica que es el literal, hace referencia al ritual físico, mencionado anteriormente, otra filosófica o esotérica que se refiere a lo oculto, reservado, de difícil acceso para la mente y que hace referencia a un ejercicio mental.

## Ritual Exotérico
El Agnihotra es un antiguo ritual de la India que consistía en que, a la hora precisa de la salida y puesta del sol, se ofrece al fuego dos pizcas de granos de arroz crudos, untados con unas gotas de ghee (tipo de mantequilla en la cocina hindú) de vaca. El fuego se prepara en un recipiente semipiramidal de cobre. Mientras se ofrece las dos porciones al fuego, se cantan dos sencillos mantras védicos.

## Significado filosófico
El significado esotérico o filosófico hace referencia al sacrificio del fuego interno, donde mediante ejercicios yoguis de meditación y respiración, un calor interno sube desde el vientre hasta el cerebro, una energía transformadora que se cree otorga beneficios para la salud y propicia estados alterados de conciencia. Por ejemplo, en el texto Maitrayani Upanisad, en el Sexto Prapātaka se menciona que “el que no celebra el Agnihotram, no apila los fuegos, no sabe ni medita, queda apartado del recuerdo del cielo supremo del brahman; por eso se ha de honrar el fuego, se lo ha de apilar, se lo ha de ensalzar y se ha de meditar sobre él.”
Otro ejemplo del mismo texto, en el Sexto Prapātaka dice: “Quien ha ofrecido el agnihotram, rompe la red de los deseos; hendido el engaño, ya no celebra la cólera, reflexiona sobre el deseo, atraviesa la cuádruple red que oculta el brahmán y desde allí el espacio supremo. Pues allí están los círculos del sol, de la luna, del fuego y el sattva. Desde allí, purificado, contempla la morada que se encuentra en el interior del sattva, inmóvil, inmortal, inconmovible, firme, denominada Visnu, situada más allá de toda otra cosa, y que reuniendo en sí el deseo de la verdad y el conocimiento de todas las cosas, autonomía e intelección, reposa sobre su propia grandeza.”

## Beneficios corporales
Por medio del Agnihotra, entendiéndolo como ejercicios de respiración y meditación, es posible que se presenten beneficios corporales como resultado de la modificación en los patrones respiratorios. Esta modificación tendría un efecto directo en la oxigenación del cuerpo lo que puede resultar en reducción de los niveles de presión sanguínea, disminución de ansiedad, menor riesgo de problemas cardíacos etc.

## El fuego que consume los deseos
Desde la filosofía el Agnihotra se puede pensar como fuego que consume los deseos, donde el fuego sería el conocimiento, el consumir sería resolver y los deseos serían los conflictos, las dudas, la ignorancia que el fuego purifica (las crisis y su catarsis). Esta purificación ocurre en lo interior, en la mente, ya que en la filosofía oriental el Agnihotra indica que los deseos deben ser alcanzados, quemados; con esto se refiere a que a través del conocimiento las personas  realizan todas las fases del desarrollo de su conciencia (psique). Agotan todas las posibilidades antes de pasar a otra etapa, ya que no es posible saltarse ningún momento.
De la misma manera que un fuego se extingue cuando ya no hay más combustible por quemar, al igual que el hambre solo se puede saciar comiendo y la sed bebiendo, y solo se puede entrar a la adolescencia una vez agotada la infancia; así también los conflictos se solucionan, así la existencia solo se apacigua, cuando han consumido su porción de maldad, que es la misma existencia.  
Esta idea no es extraña en el pensamiento occidental, se puede reconocer en el Absoluto de Hegel, cuando este nos hace ver en la Fenomenología del espíritu el camino que recorre el Absoluto para reconocerse a sí mismo, en este recorrido tiene que quemar todas sus vidas, todas sus figuras, para progresar en su autoconocimiento.